# You Can't Always Get What You Want
Pistes de Let It Bleed
Monkey Man
You Can't Always Get What You Want est une chanson des Rolling Stones, parue en 1969 sur l'album Let It Bleed. Écrite par Mick Jagger et Keith Richards, elle est classée 100e sur la liste des 500 plus grandes chansons du magazine Rolling Stone.

## La chanson
You Can't Always Get What You Want a été enregistrée les 16 et 17 novembre 1968 au studio londonien Olympic Sound Studios. Le Chœur Bach de Londres (en) interprètent puissamment le début du titre, sous la direction de Javier Sanchez Broto, puis font les voix de fond durant toute la chanson, redevenant plus fortes lors de l'explosion finale. Jimmy Miller, le producteur des Rolling Stones de l'époque est à la batterie à la place de Charlie Watts. Al Kooper est au piano, à l'orgue et au  cor tandis que Rocky Dijon est aux congas et aux maracas. Nanette Workman chante les chœurs, mais elle apparaît sur l'album sous le nom de "Nanette Newman".
Bien que Jagger et Jimi Hendrix aient été de bons amis au moment de la sortie de la chanson, la ligne « I sang my song to Mr. Jimmy » est écrite en référence à Jimmy Miller qui était le producteur du groupe et qui joue de la batterie durant l'enregistrement. L'histoire à propos de la rencontre entre Jagger et un vagabond nommé Jimmy Hutmaker est donc apocryphe. Le rendez-vous décrit dans le titre se tient au Chelsea Drugstore, qui ouvrit à Londres en 1968. 
À propos de la chanson, Jagger déclara en 2003 : « “You Can't Always Get What You Want” was something I just played on the acoustic guitar – one of those bedroom songs. It proved to be quite difficult to record because Charlie couldn't play the groove and so Jimmy Miller had to play the drums. I'd also had this idea of having a choir, probably a gospel choir, on the track, but there wasn't one around at that point. Jack Nitzsche, or somebody, said that we could get the London Bach Choir and we said, “That will be a laugh”. » (« You Can't Always Get What You Want était un titre que je jouais simplement sur ma guitare acoustique – une chanson toute calme à l'ambiance domestique. Elle se révéla assez dure à enregistrer puisque Charlie ne pouvait pas jouer le groove et donc Jimmy Miller dut le remplacer à la batterie. J'avais également eu l'idée d'y intégrer un chœur, sûrement un chœur de gospel, mais il n'y en avait aucun de disponible dans les parages à ce moment. Jack Nitzsche, ou quelqu'un d'autre, nous suggéra le London Bach Choir et nous avons répondu : “tu parles d'une rigolade”. »)
Dans son commentaire sur ce titre, Richie Unterberger dit ceci : « If you buy John Lennon's observation that the Rolling Stones were apt to copy the Beatles' innovations within a few months or so, You Can't Always Get What You Want is the Rolling Stones' counterpart to Hey Jude. » (« Si vous accordez crédit à la remarque de John Lennon estimant que les Rolling Stones étaient capables de copier les innovations des Beatles avec quelques mois de délai, alors You Can't Always Get What You Want est l'équivalent pour les Rolling Stones de Hey Jude des Beatles »). Jagger déclara en 1969 : « I liked the way the Beatles did that with Hey Jude. The orchestra was not just to cover everything up – it was something extra. We may do something like that on the next album. » (« J'ai beaucoup aimé la manière dont les Beatles ont réalisé Hey Jude. L'orchestre n'était pas là pour brouiller l'ensemble – il ajoutait vraiment quelque chose en plus. Nous ferons peut-être quelque chose du même genre sur notre prochain album. »)
Les trois strophes (en même temps que le changement de thème de la quatrième strophe) font référence à des sujets majeurs des années 1960 : l'amour, la politique et la drogue. Chaque strophe expose l'essence même de l'optimisme initial et du désenchantement final, suivi par un pragmatisme résigné dans le refrain.
Unterberger conclut à propos de cette chanson : « Much has been made of the lyrics reflecting the end of the overlong party that was the 1960s, as a snapshot of Swinging London burning out. That's a valid interpretation, but it should also be pointed out that there's also an uplifting and reassuring quality to the melody and performance. This is particularly true of the key lyrical hook, when we are reminded that we can't always get what we want, but we'll get what we need. » (« Les paroles font référence à la fin de la trop longue fête que représentaient les années 1960, comme un instantané du Swinging London en train de brûler. C'est une interprétation valide, mais il est important de se rendre compte qu'il y a également un côté rassurant et euphorisant dans la mélodie et l'interprétation. Cela est particulièrement vrai dans la principale accroche du titre, quand on nous rappelle que nous n'avons pas toujours ce que nous voulons, mais nous aurons au moins toujours ce dont nous avons besoin. »)

## Personnel

### The Rolling Stones
- Mick Jagger : Chant, guitare acoustique
- Keith Richards : Guitares acoustique et électrique, chœurs
- Bill Wyman : Basse

### Musiciens additionnels
- Al Kooper : Piano, orgue, cor français
- Jimmy Miller : Batterie, production
- Rocky Dijon : Congas, maracas, tambourin
- Madeline Bell, Doris Troy, Nanette Workman : Chœurs
- London Bach Choir : Chœurs
- Jack Nitzsche : Arrangements de la chorale

## Reprises
- En 1971, le pianiste de jazz Vince Guaraldi réalise une version de la chanson sur son album Oaxaca.
- En 1980, une version live interprétée par Bette Midler figure sur la bande originale du film "Divine Madness".
- En 1981, sur un album d'Aretha Franklin: Love All the Hurt Away.
- En 1987, Gavin Friday & Simon Carmody.
- En 1990, George Michael se sert du rythme de la chanson, de ses accords et des chœurs dans son single "Waiting For That Day".
- En 1992, Def Leppard réalise une version acoustique sur leur single "Have You Ever Needed Someone So Bad".
- En 1997, le bluesman Luther Allison enregistre une version pour son album Paint it Blue: Songs of the Rolling Stones.
- En 1997, Sunchild réalise une version live sur leur album Barefoot & Live
- En 1997, Rusted Root réalisent une version sur leur 4e album Rusted Root.
- En 2001, une version – peut-être la plus atypique – est réalisée par le groupe de reggae Steel Pulse sur leur album Paint It Black: A Reggae Tribute to the Rolling Stones.
- En 2006, version par Ituana dans l'album Bossa n' Stones, Vol. 2.
- En 2007, The Chavs réalisent une version avec le groupe britannique The Charlatans, "North Country Boy" live for Rockworld TV.
- En 2007, le groupe punk Ghost Mice enregistre une version pour le bénéfice de Food Not Bombs.
- En 2008, les Belges de Soulwax réalisent un remix de la chanson.
- En 2009, Glee (série télévisée) (Cory Monteith, Lea Michele, Amber Riley, Kevin McHale, Jenna Ushkowitz, Mark Salling, Chris Colfer...) dans l'album Glee: The Music, Volume 2.
- En 2010, The Jolly Boys dans l'album Great Expectation[3].

En France :
- En 2008, Jean-Jacques Milteau (harmonica) sur l'album Soul Conversation avec Ron Smyth (vocal).
- En 2010, Philippe Ménard sur l'album, Mémène part en live !!.
- En 2010, The Drinkhouse Preachers (Alain Rivet, Neal Black, Patrice Boudot-Lamot) sur l'album, The Cool, The Quiet & The Angry.

## Utilisation à la télévision
La chanson est régulièrement citée ou entendue dans la série Dr House (House) et a été reprise par le groupe Band From TV, composé d'acteurs et d'actrices de séries télévisées américaines, dont Greg Grunberg (Heroes), Hugh Laurie (Dr House) et James Denton (Desperate Housewives). Elle figure sur l'album de la bande originale de la série.
Les acteurs de la série Glee ont repris cette chanson dans le 13e épisode de la première saison.
La chanson a également été utilisée dans les séries suivantes :
- Nip/Tuck (saison 2, épisode 12) ##[ou 21, deux mentions contradictoires, merci de vérifier]## ;
- Californication (tout au début de l'épisode 1 de la saison 1, tout à la fin de cette même saison 1, ainsi que tout à la fin de la saison 4) ;
- Gossip Girl (saison 4 épisode 16 "While You Weren't Sleeping").
- Big little lies (saison 1, épisode 7)